# エーリク6世 (デンマーク王)

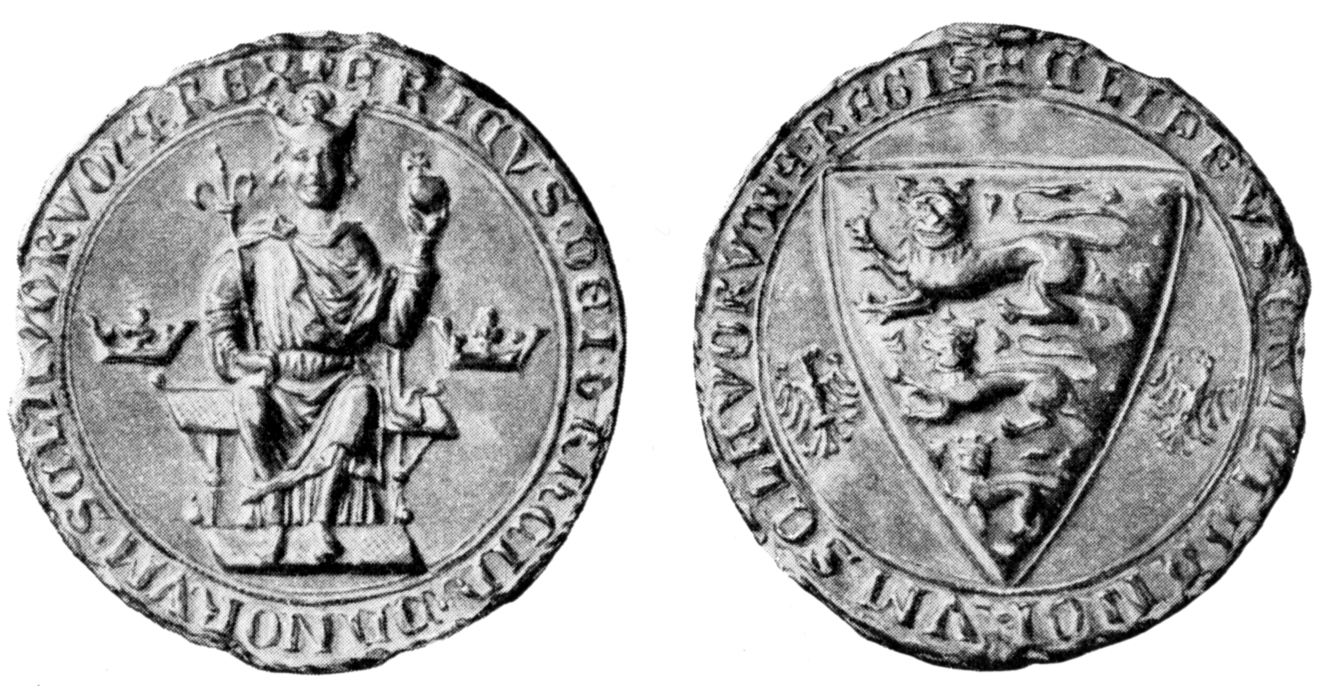
エーリク6世のシール。小さい鷲は母アグネス・フォン・ブランデンブルクによるものである。

エーリク6世（デンマーク語：Erik 6., 1274年 - 1319年11月13日）またはエーリク・メンヴェズ（Erik Menved）は、デンマーク王（在位：1286年 - 1319年）。デンマーク王エーリク5世とアグネス・フォン・ブランデンブルクの息子で、1286年11月22日に父エーリク6世が殺害された後、12歳でデンマーク王位を継承した。幼年であったため、1294年まで母アグネスが王国を統治した。

## 生涯

### 摂政政治
エーリク6世の治世は、1241年から1340年までのデンマークの「崩壊の時代」の中心の時期にあたる。その治世の初期は、エーリクは母アグネスとドイツ人の親戚により主導されていたが、父エーリク5世の殺害の後の不安と戦争の影響を受けた。
新王の治世に最初に行われたのは、1287年に聖霊降誕祭の日にニュボーで召集された法廷で前国王の殺害事件を解決することであった。27人が事件を決定するために任命された。元帥スティグ・アンダソン・ヴィーゼ、ハッランド伯ヤコブ・ニールセンおよび他の7人ら被告人が告発された。1日間の裁判の後、陪審員団はすべての被告人を有罪とした。有罪判決を受けた者の財産と収入は没収を宣言され、違反すると死刑に処す条件でデンマークから追放された。教皇までがこれに関与し、罪を犯したと判断された人々を破門した。
この評決はいくつかの点で疑わしいところがあった。王が刺殺されたとき、被告人のうちの誰もそのすぐ近くにいたことを証明できなかった。被告人は、法廷で無実を誓うことも、法によって認められた権利により他の人々に無実を証言してもらうことも許されなかった。エーリク5世の死をめぐる状況がはっきりしないにもかかわらず、陪審員はたった1日で有罪判決を下した。被告人は全員エーリク5世の側近であったが、王の死によって何を得ることになっていたかは定かでない。
これらのことより、歴史家のエーリク・アーロプ（1876年 - 1951年）およびフゴ・ユアヴィング（1908年 - 2002年）はこの判決を誤審であるとした。アーロプらは殺人事件を2つの貴族の派閥間の権力闘争の結果であるとみなしている。1つの派閥はマルスク・スティーが率い、もう1つは南ユトランド公ヴァルデマーが率いていた。ヴァルデマーは1283年に失脚したが、1288年以降急速に勢力を増大させた。アーロプらは、ヴァルデマーとその支持者らが共謀してエーリク5世を殺害し、法廷で対立者らに嫌疑を向けることに成功したのだとしている。他の歴史家カイ・ハアビュー（1935年 - 1993年）は、エーリク5世の殺害はデンマークの王位をめぐる王家の争いに端を発している可能性があると指摘している。エーリク5世と同等かそれ以上の立場で王位を主張する者は、デンマーク王エーリク4世の孫であるノルウェー王エイリーク2世とその弟で後継者のホーコン5世などであった。
アンダソンや他の人々はノルウェーに逃亡し、ノルウェー王エイリーク2世はデンマーク王の敵を歓迎し喜んで支援した。エイリーク2世はアンダソンにデンマークとの国境近くのクンガヘッラの要塞を与えた。アンダソンは海賊となり、デンマークの海岸を何年間も襲撃した。亡命者たちはサムス島、イェルム、スプロウエ島およびヘルゲネスに要塞を築くことに成功した。あらゆる船の安全が脅かされ、スティー・アンダソン・ヴィーゼの襲撃を受ける心配のない沿岸の町もなかった。アンダソンの略奪の絶頂は、1289年に小さなノルウェー軍と共にファルスター島のストゥベークービングに上陸したときに起こった。デンマーク摂政であったリューゲン公ヴィスラフ2世は、ヴェンド人の艦隊を使ってアンダソンをノルウェーに追い返した。アンダソンの活動は、北欧王国間の40年間にわたる対立と戦争を引き起こした。

### 親政
同時に、王を支持するという誓いにもかかわらず、自らの無法者の親族を支持した野心的なイェンス・グランが新たにルンド大司教に任命されたことで、教会内の対立が表面化した。イェンスの任命が教皇により認められると、大司教は忠誠の誓いを破った。大司教は「ヴァルデマー公、ユダヤ人、トルコ人、異教徒、または悪魔自身がデンマークの王であったとしても、エーリク6世やその弟クリストファでない限り、私には関係ない」と言った。大司教はさらに、要塞を建設するためにフネハルスの教会の土地を亡命者に与え、公然と食事の席で亡命者らをもてなした。王はこれを許すことができず、1294年に大司教の逮捕を命じた。大司教は鎖につながれクリストファー公のもとに送られ、セーボーにあった「暗い塔」に閉じ込められた。酷い状況下に置かれ数か月が経過した後に王は使者を大司教に送り、大司教が再び忠誠を誓い、囚われの身に対する復讐を行おうとしないことを約束するかどうかを確認した。「王の意志に屈するよりも、王の命令に服従するよりも、関節ごとに切り裂かれる方がましだ」と大司教は答えた。酷い状況下で2年間過ごした後に、大司教は厨房の召使いの助けを借りてなんとか脱出した。大司教はローマにそのまま逃亡し、教皇庁に訴えを起こした。教皇は直ちに国王を破門し、王国がイェンス・グラン大司教に49,000マルク銀貨を支払うまで、デンマーク全土に秘蹟執行禁止命令を下した。デンマークはそのような金額を調達することができなかった、あるいは調達するつもりがなかったため、秘蹟執行禁止命令下で4年間苦しんだ。1302年、エーリク6世は教皇に手紙を書き、何年も秘跡を行うことができなかった王国と自身に対する慈悲を求めた。エーリク6世は教皇の言うことは何でもすることを約束し、公の場で謙虚さを示した。教皇ボニファティウス8世は、ダキアのマルティヌスの交渉により、罰金を80％減額することに同意し、禁令と破門は解除された。また、大司教は別の教皇の任務を受けたため、エーリク6世から遠ざかった。
エーリク6世はトーナメントを非常に好み、その娯楽のために国庫から費用が流出した。ロストックで開催されたある騎士のトーナメントでは、ワイン、蜂蜜酒、ビールが飲みたい人々のためにまる1か月間「流れ出て」いた。王はトーナメントに用いられたすべての馬と家畜の維持費をすべて支払った。エーリク6世は農民と貴族から同じように搾取するために、新しく独特な税金を取り決めた。さらに税金でエーリク6世の費用を賄うことができなくなったとき、王はドイツの貴族らから多額の借金をし、デンマークの一部を抵当に入れることまでした。エーリク6世はスカンディナヴィアの大国としてのデンマークの地位を回復しようとして、新しい領土を獲得するためドイツに遠征軍を派遣した。メクレンブルク公を含むドイツの君主との同盟を通じて、エーリク6世はブランデンブルクと戦おうとしていたいくつかのハンザ同盟都市やその他小国の正式な領主になることができた。彼はまた、1305年および1307年から1309年にかけて義弟ビルイェルを支援するためにスウェーデンに介入し、同時にドイツでも戦いをおこない、流れを有利に変えるためにドイツ軍を雇った。
1312年にデンマークは飢饉に襲われ、王が以前と同じ税を課そうとしたため、シェラン島の農民は反乱を起こした。エーリク6世は反乱を容赦なく鎮圧し、コペンハーゲンの郊外で何百人もの農民を絞首刑にした。翌年のヴィボーにおける議会（landsting）において、農民と貴族は国王に対し公然と反乱を宣言した。反逆に協力することを拒否した人々は、自分の家の梁から絞首刑にされた。エーリク6世はドイツからの傭兵部隊で反乱を鎮圧し、北はラナースにいたるまで荒廃させた。エーリク6世は反乱に対して課せられた罰則の1つとして、農民の奴隷労働により一連の要塞建設を開始させた。また、関与した貴族は追放または処刑され、その領地は王に没収された。このようにして、ホーセンスのビグホルム、オーフスの北のカルー、ヴィボーのボーウヴォルおよびストルーアの東のウルストロプの4つの要塞が建設された。ニルス・ブロクは、フィネロプでエーリク6世の父エーリク5世を殺害した人々を助けたラーネ・ヨーンセン（1254年 - 1294年）をかくまった罪で処刑された。
1313年、エーリク6世は南ユトランドのすべての王領をヴァルデマーに現金と引き換えに引き渡した。1315年から1317年にかけて、農作物は再び不作となった。課税するものは何も残っていなかった。国庫は空となっていた。1317年、エーリク6世はフュン島のすべてを、ホルシュタイン＝レンズブルク伯ゲルハルト3世とホルシュタイン＝キール伯ジャン2世に200人の騎馬騎士と引き換えに抵当に入れた。エーリク6世は死去する前にも、浪費を続けるためにスコーネをドイツの貴族に抵当に入れた。最後にデンマークの誇りを傷つける出来事として、メクレンブルク領主ハインリヒ2世がロストックにあるデンマークの要塞を占領した。
エーリク6世が1319年に死去したとき、14人の子供全員がエーリクに先立って死去していた。デンマークは破産した。弟のクリストファが王位を継承し、1320年から1326年までクリストファ2世としてデンマークを統治した。

### 評価
従来より、エーリク6世の治世はデンマークから遠く離れた帝国を取り戻そうと試みたため、この時代の数少ない輝かしい期間であると見なされてきた。エーリク6世はデンマークのロマン派文学で題材とされている。しかし今日の評価では、エーリク6世の政策からバルト海と北ヨーロッパのデンマーク帝国の解体が始まり、その後の時代に続いたとみなされている。
エーリク6世のあだ名については議論されてきた。最も広く知られている説は、それが彼のお気に入りの誓いの言葉（「ved alle hellige mænd」 - すべての聖人によって）の略語であるというものである。また別の説は、古デンマーク語の「menvett」（不吉な鳥）に由来するというものである。

## 家族
エーリク6世は1296年6月にインゲボリ・マグヌスドッテル・アヴ・スヴェーリエと結婚した。インゲボリはスウェーデン王マグヌス3世の娘で、ビルイェルの姉であった。2人の間には以下の男子を含む早世した8人の息子が生まれ、さらにインゲボリは6回流産しているが、子供の数は文献により8人から14人の間で異なっている。インゲボリの多くの妊娠は流産につながったか、誕生した子供の早世の原因となったと考えられている。
- ヴァルデマー（1302年没）
- エーリク
- マグヌス
- 男子（1318年） - 伝えられるところによると、インゲボリはついに生きている男子が生まれたことをとても喜んでいた。インゲボリはこの息子を馬車に乗せて見せびらかし窓の外に出したが、誤って息子を落としてしまい、息子は首の骨が折れて亡くなった。その後、インゲボリはロスキレの聖クレア修道院に入り翌年に死去した、という。

また、エーリク6世には庶子のエーリク・シェランズファー（1300年頃 - 1364年）がシェラン島のオアビゴーにおり、冠をかぶせられロスキレ大聖堂に埋葬されたという。